# 戴維德·塞塔
戴維德·塞塔（義大利語：Davide Saitta；1987年6月23日—）是一位意大利排球運動員。他現在效力於巴黎排球俱樂部。他也是意大利國家男子排球隊的一員，代表意大利參加世界排球錦標賽等賽事。